# Білл Джонсон (перекладач)
Білл Джонстон (нар. у 1960 ) — перекладач польської літератури, викладач порівняльних студій в університеті Індіани. Разом з Клер Кавано та Станіславом Баранчаком вважається одним з найкращих та найважливіших перекладачів польської літератури на англійську мову . За свої досягнення йому було присуджено премію Amicus Poloniae та диплом міністра закордонних справ за «пропагування польської культури». Білл Джонсон також здобув багато американських та європейських нагород .

## Життєпис
Народився Білл на півдні Великої Британії в сім'ї без польського коріння. Під час навчання в Оксфордському університеті в 1981 році він отримав стипендію на курс польської мови у Варшавському університеті. Під час перебування в Польщі познайомився зі своєю майбутньою дружиною. Джонсон закінчив Оксфорд (французька та російська філологія) у 1982 році, а в 1987 році отримав ступінь магістра прикладної лінгвістики в Даремському університеті .
Закінчивши Оксфорд, працював в Ягеллонському університеті, а згодом у Вроцлавському університеті викладачем англійської мови. У 1991 році він повернувся до США, де почав працювати над докторською дисертацією, яку захистив у 1995 році в Гавайському університеті; в тому ж році Білл почав працювати професійним перекладачем, його першою опублікованою роботою в 1996 році була колекція коротких оповідань Болеслава Пруса Гріхи дитинства та інші оповідання (Гріхи дитинства) .
У 1995 році Джонсон почав працювати в університеті Індіани, з 2001 року — директор Центру польських студій .

## Вибрані переклади
- Станіслав Лем: Соляріс . Ньюарк, Нью-Джерсі: Audible.com (аудіокнига), 2011 року.
- Веслав Мислівський: Камінь над каменем. Нью-Йорк: Книги архіпелагу.
- Анджей Стасюк: Фадо . Шампейн, штат Іллінойс: Архів Далкі.
- Юліуш Словацький: Баладіна . Ньюкасл-апон-Тайн: Видавництво Кембриджських науковців.
- Єжи Пільх: Могутній ангел. Рочестер, Нью-Йорк: Відкритий лист.
- Євгеній Ткачишин-Дицький: Перегрина. Бруклін, Массачусетс: Зефірські книги, 2008.
- Магдалена Туллі: Помилка. Нью-Йорк, Нью-Йорк: Книги архіпелагу, 2007.
- Ян Кохановський: Посланці. Краків, Польща: Академічна книгарня, 2007.
- Стефан Жеромський: Настає весна. Лондон: Центральноєвропейська університетська преса, 2007.
- Тадеуш Ружевич: нові вірші. Нью-Йорк, Нью-Йорк: Книги архіпелагу. 2007. (переможець премії «За переклад за 2008 рік») (фіналіст Національної премії поетичного гуртка «Поезія», 2008).
- Анджей Стасюк: Дев'ять. Нью-Йорк, Нью-Йорк: Harcourt Brace, 2007.
- Пісня про похід Ігоря (з російської). Нью-Йорк, Нью-Йорк: Бридке каченя Прес, 2006.
- Магдалена Туллі: Рухомі частини. Нью-Йорк, Нью-Йорк: Книги архіпелагу, 2005.
- Кшиштоф Каміль Бачинський: Біла магія та інші вірші . Лос-Анджелес, Каліфорнія: Зелений інтегр., 2005.
- Вітольд Гомбрович: Польські спогади. Нью-Хейвен, штат Кентуккі: Єльський університетський прес. 2004.
- Вітольд Гомбрович: Бакакай Нью-Йорк, Нью-Йорк: Книги архіпелагу. 2004.
- Магдалена Туллі: Мрії та камені . Нью-Йорк, Нью-Йорк: Книги архіпелагу. 2004. (лауреат 2005 р. Премії AATSEEL за переклад)
- Густав Герлінг: Кладовище полудня та інші історії . Нью-Йорк, Нью-Йорк: Нові напрямки. 2003. (Найпомітніша книга року LA Times, 2003)
- Єжи Пільх: Його нинішня жінка. Еванстон, штат Іллінойс: Північно-Західний університетський прес / Hydra Books. 2002.
- Стефан Жеромський: Вірна річка. Еванстон, штат Ілінойс: Northwestern University Press. 1999.
- Анджей Щипйорський: Ловець тіней. Нью-Йорк: Гроув Прес. 1997.
- Болеслав Прус: Гріхи дитинства та інші історії . Еванстон, штат Ілінойс: Northwestern University Press. 1996.

## Нагороди
Вибрані нагороди та відзнаки  :
- 2005: AATSEEL (Американська асоціація викладачів слов'янських і східноєвропейських мов) за переклади снів і дорогоцінних каменів (Сни і каміння) (Magdalena Tulli)
- 2005: Національний фонд гуманітарних стипендій за переклад The Coming Spring (Рання весна) (Жеромський)
- 2004: Диплом Міністра закордонних справ за «пропагування польської культури за кордоном»
- 1999—2001: Національний фонд мистецької творчості для письменства та поезії (переклад) за переклад Баладіна (Баладина) Юліуша Словацького